# Àguila negra (pel·lícula)
Àguila negra (títol original: Black Eagle) és una pel·lícula dirigida per Eric Karson el 1988 i doblada al català.

## Argument
La CIA i el K.G.B envien cadascun el seu millor agent per trobar les restes d'un bombarder desaparegut a la mar Mediterrani, amb un sistema altament perfeccionat de míssil a bord.
La pel·lícula comença amb la convocatòria del lluitador d'arts marcials japonès Ken Tami (Sho Kosugi) (anomenat l'"Àguila negra"), per assignar-li una missió governamental dels EUA per recuperar un làser secret que estava a bord d'un General Dynamics F-111. Ken Tami, amb l'ajuda dels seus dos fills i la seva dona ajuda Patricia Parker (Doran Clark). Ken es veurà inevitablement cara a cara amb un enemic especialitzat del KGB anomenat Andrei (Jean-Claude Van Damme).

## Repartiment
- Andreï Tayelahc: Jean-Claude Van Damme
- L'invencible ninja: Sho Kosugi
- Patricia Parker: Doran Clark
- Pare Joseph Bedelia: 	Bruce French
- Cor. Vladimir Klimenko: Vladimir Skomarovsky
- Dean Rickert: William Bassett
- Brian Tani: 	Kane Kosugi
- Denny Tani: Shane Kosugi
- Natasha: Dorota Puzio
- Cap. Valery: Jan Tríska
- Steve Henderson: Gene Davis

## Rebuda
Els crítics va rebre de forma variada el film.